# Gutkowo (województwo mazowieckie)
Gutkowo – wieś w Polsce położona w województwie mazowieckim, w powiecie żuromińskim, w gminie Siemiątkowo. Ma status sołectwa.
| SIMC    | Nazwa        | Rodzaj    |
| ------- | ------------ | --------- |
| 0125322 | Gutkowo-Fije | część wsi |
| 0125339 | Gutkowo-Wite | część wsi |

Do 1954 roku istniała gmina Gutkowo. W latach 1975–1998 miejscowość administracyjnie należała do województwa ciechanowskiego.